# 20 años Mama Funk
20 Años Mama Funk es el primer álbum en vivo del grupo de funk chileno Los Tetas, como celebración de los 20 años del lanzamiento de su primer disco, Mama funk. Fue grabado el 29 de mayo de 2015 en el Teatro Cariola, con una asistencia aproximada de 7000 personas.[cita requerida]

## Lista de canciones
| 20 Años Mama funk |                                  |          |  |
| N.º               | Título                           | Duración |  |
| 1.                | «Este es el juego»               | 2:03     |  |
| 2.                | «La paradoja»                    | 3:04     |  |
| 3.                | «Sale Luca»                      | 3:25     |  |
| 4.                | «F _ _ _ _»                      | 2:23     |  |
| 5.                | «Gángster»                       | 5:53     |  |
| 6.                | «Superteta»                      | 4:01     |  |
| 7.                | «Generación perdida»             | 3:57     |  |
| 8.                | «Segundo subterráneo»            | 6:24     |  |
| 9.                | «Los Tetas»                      | 1:05     |  |
| 10.               | «Audrey Charlot»                 | 4:41     |  |
| 11.               | «La risa del diablo»             | 4:11     |  |
| 12.               | «Corazón de sandía»              | 3:58     |  |
| 13.               | «El sol no tiene ganas de venir» | 3:53     |  |
| 14.               | «Strike da posse»                | 6:58     |  |
| 15.               | «Hormigas planas»                | 3:47     |  |
| 16.               | «Este es el juego (outro)»       | 0:52     |  |
| 17.               | «Cha Cha Cha!»                   | 8:10     |  |

## Canciones del concierto
| 20 Años Mama funk |                                  |          |  |
| N.º               | Título                           | Duración |  |
| 1.                | «Este es el juego»               |          |  |
| 2.                | «La paradoja»                    |          |  |
| 3.                | «Sale Luca»                      |          |  |
| 4.                | «F _ _ _ _»                      |          |  |
| 5.                | «Gángster»                       |          |  |
| 6.                | «Superteta»                      |          |  |
| 7.                | «Generación perdida»             |          |  |
| 8.                | «Segundo subterráneo»            |          |  |
| 9.                | «Los Tetas»                      |          |  |
| 10.               | «Audrey Charlot»                 |          |  |
| 11.               | «La risa del diablo»             |          |  |
| 12.               | «Corazón de sandía»              |          |  |
| 13.               | «El sol no tiene ganas de venir» |          |  |
| 14.               | «Strike da posse»                |          |  |
| 15.               | «Hormigas planas»                |          |  |
| 16.               | «Este es el juego (outro)»       |          |  |
| 17.               | «Intro»                          |          |  |
| 18.               | «Sin Freno (Tema Nuevo)»         |          |  |
| 19.               | «Tanz»                           |          |  |
| 20.               | «Colón»                          |          |  |
| 21.               | «Papi... Donde esta el Funk?»    |          |  |
| 22.               | «Porcel»                         |          |  |
| 23.               | «Cha Cha Cha»                    |          |  |

- Datos: Q24938507